# 浄相院
浄相院（じょうそういん）は、埼玉県川口市にある浄土宗の寺院。

## 歴史
1572年（元亀3年）、清誉浄相によって開山された。別の説では宝永年間（1704年 - 1711年）の創建という。当院公式サイトでは前者の説を採っている。度重なる災害により古記録を失ったため、詳細は不明である。同市西川口の西福寺の末寺である。
現在の本殿は1976年（昭和51年）に建てられたものである。

## 交通アクセス
- 西川口駅より徒歩11分。